# Penamaior
Penamaior ist eine Gemeinde (Freguesia) im portugiesischen Kreis Paços de Ferreira. In ihr leben 3586 Einwohner (Stand 19. April 2021).